# Arnold Nieberding

Arnold Nieberding, Gemälde von Hugo Vogel

Rudolf Arnold Nieberding (* 4. Mai 1838 in Konitz, Westpreußen; † 10. Oktober 1912 in Charlottenburg) war ein deutscher Jurist und Politiker der Kaiserzeit.

## Leben
Arnold Nieberding war der Sohn eines Gymnasialdirektors Karl Nieberding (1805–1892). Er wuchs in Recklinghausen auf, da seinem Vater 1843 die Leitung des dortigen Gymnasium Petrinum übertragen worden war. Nach dem Abitur am Petrinum 1856 studierte Arnold Nieberding Jura in Breslau, Heidelberg und Berlin und bestand das Examen „mit Auszeichnung“. Das Referendariat absolvierte er bei der Regierung in Potsdam, anschließend trat er 1861 in den preußischen Staatsdienst ein.
1863 wurde der Regierungsassessor der Regierung in Breslau. 1866 veröffentlichte Nieberding ein grundlegendes Werk über Wasserrecht und Wasserpolizei im Preußischen Staate. Seine Laufbahn führte ihn im selben Jahr ins preußischen Handelsministerium. Unter dem Pseudonym Th. Ph. Berger veröffentlichte er 1872 eine kommentierte Ausgabe der Reichs-Gewerbe-Ordnung vom 21. Juni 1869, die bis 1902 in 16 Auflagen erschien.
Im selben Jahr wechselte er ins neugeschaffene Reichskanzleramt, wo er drei Jahre später zum Vortragenden Rat aufstieg. Ab 1889 leitete er als Direktor die zweite Abteilung im Reichsamt des Innern. 1893 wurde ihm der mit der Anrede „Exzellenz“ verbundene Titel Wirklicher Geheimer Rat verliehen. Im selben Jahr übernahm er als Staatssekretär des Reichsjustizamtes die Leitung des deutschen Justizwesens. 16 Jahre lang, bis 1909, stand er dem Reichsjustizamt vor – länger als jeder andere.
Arnold Nieberding war maßgeblich an der Fertigstellung des zweiten Entwurfes und an der Verabschiedung des Bürgerlichen Gesetzbuches beteiligt. Die Deutsche Juristen-Zeitung würdigte seinen Beitrag, indem sie das Titelblatt ihrer Sonderausgabe anlässlich des Inkrafttretens des BGB zum 1. Januar 1900 mit seinem Porträt versah, neben den Porträts von Heinrich Eduard Pape, Gottlieb Planck und Oscar Küntzel.
Nach 1900 widmete sich Nieberding vor allem der Reform des Strafgesetzbuches und der Strafprozessordnung sowie der Novellierung des Handelsgesetzbuches.
Arnold Nieberding starb 1912 mit 74 Jahren in seiner charlottenburger Wohnung am Kurfürstendamm 54/55 und wurde auf dem St.-Hedwigs-Friedhof an der Liesenstraße beigesetzt. Das Grabmal ist nicht erhalten.

## Ehrungen und Nachleben
Nach Nieberding sind Straßen in Essen, Münster, Recklinghausen und andernorts benannt. An seiner ehemaligen Schule wird der Arnold-Nieberding-Preis für das beste Abitur verliehen. Im Bundesministerium der Justiz ist ein Sitzungssaal nach ihm benannt.

## Schriften
- Wasserrecht und Wasserpolizei im Preußischen Staate. Korn, Breslau 1866; 2. Aufl. 1889, herausgegeben von Felix Frank.
- Deutsche Reichs-Gewerbe-Ordnung. Gegeben Berlin, den 21. Juni 1869. Nebst den vom Bundesrath beschlossenen Ausführungs-Bestimmungen. Text-Ausgabe mit Anmerkungen und Sachregister. Guttentag, Berlin 1872 (veröffentlicht unter dem Pseudonym Th. Ph. Berger)